# نورث رود
نورث رود (به انگلیسی: North Rode) یک روستا و محله مدنی در بریتانیا است که در چشر شرقی واقع شده‌است. نورث رود ۱۷۸ نفر جمعیت دارد.